# Liste der Monuments historiques in Grignoncourt
Die Liste der Monuments historiques in Grignoncourt führt die Monuments historiques in der französischen Gemeinde Grignoncourt auf.

## Liste der Objekte
| Bezeichnung               | Beschreibung                                                  | Standort                           | Kennzeichnung | Schutzstatus | Datum | Bild |
| ------------------------- | ------------------------------------------------------------- | ---------------------------------- | ------------- | ------------ | ----- | ---- |
| Baldachin des Taufbeckens | Holz, farbig gefasst, 1769                                    | in der Kirche Ste-Élisabeth (Lage) | PM88000432    | Classé       | 1982  |      |
| Kirchenbänke              | Holz, 18. Jahrhundert                                         | in der Kirche Ste-Élisabeth (Lage) | PM88001493    | Inscrit      | 1981  |      |
| Hauptaltar                | Altartisch und Retabel; Holz, farbig gefasst, 18. Jahrhundert | in der Kirche Ste-Élisabeth (Lage) | PM88001495    | Inscrit      | 1982  |      |
| Seitenaltar               | Altartisch und Retabel; Holz, farbig gefasst, 18. Jahrhundert | in der Kirche Ste-Élisabeth (Lage) | PM88000431    | Classé       | 1982  |      |
| Skulptur Vierge enceinte  | Stein, 16. oder 17. Jahrhundert                               | in der Kirche Ste-Élisabeth (Lage) | PM88000433    | Classé       | 1982  |      |
| Epitaph für Voirin de Gri | Kalkstein, 1713                                               | in der Kirche Ste-Élisabeth (Lage) | PM88001059    | Classé       | 1994  |      |
| Kanzel                    | Stein, farbig gefasst, 17. Jahrhundert                        | in der Kirche Ste-Élisabeth (Lage) | PM88000430    | Classé       | 1982  |      |
| Beichtstuhl               | Holz, farbig gefasst, 18. Jahrhundert                         | in der Kirche Ste-Élisabeth (Lage) | PM88001494    | Inscrit      | 1981  |      |